# Обстріли Костянтинівки
Обстріли Костянтинівки — ракетні обстріли російськими військами по цивільній інфраструктурі міста Костянтинівка Донецької області під час вторгнення Росії в Україну.

## Перебіг подій

### 2022
10 березня російські війська вдарили по залізничній інфраструктурі.
21 липня росіяни обстріляли школу, про це повідомив голова ОВА Павло Кириленко.
12 грудня російські війська обстріляли школу, обійшлось без жертв.

### 2023
24 січня російські війська обстріляли район Костянтинівки біля одного з ринків, тоді щонайменше 4 мирних мешканців поранили, з них двоє — діти.
Вранці 28 січня року російські загарбники обстріляли центр міста ракетами від С-300. Внаслідок обстрілу 3 загиблих, 14 поранених. Були пошкоджені багатоквартирні будинки, готель, гаражі, автомобілі.
Вночі 24 березня Костянтинівка потерпала від ракетного обстрілу. Одна з ракет влучила в одноповерхову будівлю, в якій функціонував Пункт незламності. Три людини загинули, дві людини отримали поранення, одну людину врятували з-під завалів.
Вранці 2 квітня російські війська вдарили по центру міста — щонайменше шестеро людей загинули, восьмеро поранені.
13 травня російські окупанти атакували Костянтинівку з реактивної системи залпового вогню «Смерч». Внаслідок обстрілу 2 людини загинули та 11 отримали поранення.
14 червня, о 02:45, російські окупанти обстріляли місто артилерією та ракетами, а о 05:08 вдарили ракетою "Х-22". Є загибла людина та поранений житель.
17 червня, близько 10:20, окупанти здійснили чергову атаку. Внаслідок влучання снарядів по приватному сектору зазнала поранень 9-річна дівчинка. У неї діагностовано закриті травми грудної клітини і живота, відкритий перелом плеча, рвані рани ніг і множинні садна тіла, — йдеться у повідомленні Офісу генерального прокурора.
24 липня окупанти вдарили по водоймі у Костянтинівці, на березі якої відпочивали люди.
6 вересня, близько 14:00, російські окупанти завдали ракетного удару по одному з ринків у центрі міста. Дотла згоріли легкові автомобілі, 8 торговельних об'єктів та пошкоджено 28 магазинів, лінії електропередач, адміністративна будівля та два п'ятиповерхових житлових будинків. Тип озброєння, з якого було завдано удару, встановлено фахівцями: з балістичного оперативно-тактичного ракетного комплексу «Іскандер». Внаслідок атаки 17 осіб загинули та 32 особи поранені. Переважна більшість загиблих були цивільними особами. Цей ракетний удар став найбільшим в історії міста за кількістю жертв. Символічно, що російські окупанти влаштували теракт у 80-ту річницю звільнення Костянтинівки від нацистських загарбників.

### 2024
Вночі 25 лютого російські війська завдали удару по залізничному вокзалу, ймовірно, з використанням КАБ-250. Від вибуху отримала поранення жінка 75 років. На момент атаки вона перебувала у власній оселі, яка опинилася в зоні ураження ворожого озброєння. Також через обстріли з РСЗВ та ракетні обстріли понівечені храм, 2 приватних і 12 багатоквартирних будинків, 21 магазин, 19 торговельних павільйонів, три заклади освіти, 2 адмінбудівлі, пошта, кіоск.
9 квітня російська авіація поцілила у житлову двоповерхівку. Внаслідок атаки обвалився під'їзд будинку, загинули троє людей, у тому числі дитина.
10 червня армія РФ скинула авіабомбу «КАБ-500» на житловий мікрорайон міста. Внаслідок цього авіаудару поранені шестеро містян, пошкоджені 16 багатоквартирних будинків.
9 серпня російські війська завдали удар ракетою Х-38 Пошкоджено щонайменше чотири приватні будинки, торговельний центр, пошта, магазини, автомийка, автомобілі. Жертвами атаки стали 14 людей, серед них три дитини. Ще 44 – отримали поранення.
24 серпня внаслідок обстрілу Лівобережжя Костянтинівки 5 людей загинули і ще 5 поранені.
4 вересня внаслідок обстрілів одна людина загинула, ще 8 осіб дістали поранення.
13 вересня РФ атакувала Костянтинівку трьома авіабомбами «КАБ-250» з модулями УМПК. Також загарбники застосували артилерію. Через це у місті загинула цивільна особа. Руйнувань зазнали два багатоквартирні будинки, цех і газогін.
20 вересня ЗС РФ здійснили артилерійський обстріл, внаслідок чого дістали поранення цивільні — п'ятеро місцевих жителів отримали мінно-вибухові травми й осколкові поранення.
26 жовтня росіяни скинули на Костянтинівку дві ФАБ-250, внаслідок чого одна людина загинула, троє постраждали.
20 листопада ввечері російська окупаційна армія скинула авіабомбу на житлові будинки Костянтинівки — поранення отримали 6 людей, які на момент атаки перебували у своїх оселях. У потерпілих діагностовано мінно-вибухові травми, осколкові поранення, контузії.
3 грудня російська окупаційна армія  обстріляла місто з артилерії: вбила людину, поранила трьох людей, пошкодила три багатоповерхівки, адмінбудівлю, газогін.

### 2025
22 січня російська армія обстрілює місто з артилерії та авіації.
26 січня російська армія бомбить місто з літаків.
28 січня через атаку міста російською армією 2 цивільних людини отримали поранення, пошкоджено 2 житлових багатоквартирних будинка.
9 лютого збройні сили РФ скинули 9 авіабомб на житловий сектор. Унаслідок у Костянтинівці травмовано 5 людей.
11 лютого російські окупаційні війська завдали авіаційних ударів по місту. У результаті обстрілу поранень зазнали троє людей, пошкоджено 38 приватних будинків, дві лінії електропередачі, газогін і три автомобілі.
19 лютого вранці 19 лютого російська окупаційна армія скинула по житловому кварталу Костянтинівки шість авіабомб. Унаслідок цього поранення отримали 7 людей, є загиблий.
20 лютого місто зазнало 4 авіаударів та обстрілу зі ствольної артилерії. Загинули щонайменше чотири цивільні людини. Через ворожі обстріли у місті пошкоджені приватні та багатоквартирні будинки, гуртожиток, інфраструктурний об'єкт, підприємства, лінії електропередачі, газогін, гаражі, автівки.
21 лютого вранці росіяни скинули на місто три авіабомби — загиблий, дві людини дістали поранення.
22 лютого щонайменше дві людини загинули і чотири поранені через численні авіаудари російськими військовими.
27 лютого російська окупаційна армія обстріляла місто «смерчами» та 152-міліметровою артилерією. Внаслідок атаки загинула людина, четверо отримали поранення. Внаслідок атаки також пошкоджено п'ять приватних і чотири багатоквартирних будинки, адмінбудівля, три підприємства.
28 лютого російські військові обстріляли місто зі ствольної артилерії.
10 березня російські військові обстріляли місто ФАБ-250, ударним БпЛА, зі ствольної артилерії.
12 березня окупанти скинули 11 авіабомб на місто, внаслідок чого 2 людини загинули й 8 дістали поранення. Також було пошкоджено численні багатоквартирні й приватні будинки.
3 квітня пошкоджені 14 приватних і 1 багатоквартирний будинок, ЛЕП.
7 квітня РФ кілька разів атакувала місто протягом дня. Внаслідок атаки о 10:30 поранена жінка. Менш ніж через годину армія РФ використала фугасну авіабомбу ФАБ-250 з УМПК на приватну забудову — загинула жінка. Ще через дві години російські війська обстріляли місто зі ствольної артилерії — дівчинка 9 років дістала поранення.
17 квітня о 3:30 війська РФ вдарили ствольною артилерією по приватній забудові міста — вбили чоловіка у власному будинку. Від 8:40 до 8:50  окупанти обстріляли зі РСЗВ «Смерч» — один загиблий, двох поранено, пошкоджено 5 багатоквартирних та 1 приватний будинки.
26 квітня російські військові скинули на місто 8 авіабомб. У місті загинули дві людини, п'ятеро отримали поранення. Зафіксовано значні руйнування: пошкоджено близько 20 приватних житлових будинків, дві багатоповерхівки, адміністративну будівлю, шість складських приміщень, а також декілька транспортних засобів, включаючи легкові автомобілі, мікроавтобус та вантажівки.
27 квітня російські військові завдали авіаційних ударів по місту. Унаслідок ударів загинули троє мешканців, ще четверо зазнали поранень. Пошкоджено 21 приватний житловий будинок.
28 квітня удень російська армія завдала ударів по Костянтинівці, внаслідок обстрілу зі ствольної артилерії загинула людина. Через обстріл пошкоджені сім приватних будинків та лінія електромережі.
7 травня о 22:50 російські війська вдарили керованою авіабомбою ФАБ-250 по багатоповерховому житловому будинку. Поранені щонайменше 12 людей. Пошкоджені три багатоквартирних будинка. Армія Російської Федерації щонайменше двічі вдарила безпілотником по спеціальному автомобілю екстреної медичної допомоги в Костянтинівці: під час першого удару в машині перебували екіпаж та хворий, вони вціліли; автівку повністю спалили.
26 червня 
27 червня 
29 червня о 10:30 російські війська вдарили ФАБ-250 із модулем УМПК. Унаслідок обстрілу 1 цивільна особа загинула. Пошкоджені багатоквартирні будинки, торговельні павільйони, залізнична колія.
1 липня війська РФ упродовж години зі ствольної артилерії обстрілювали житлову забудову міста. У трьох постраждалих діагностовано мінно-вибухові травми, осколкові поранення. Обстрілом були пошкоджені два багатоквартирних будинки та 13 приватних домоволодінь, чотири торговельні павільйони та газопроводи, лінія електропередач (ЛЕП).